# 鋼鉄 (映画)
『鋼鉄』（こうてつ、原題：Acciaio）は、1933年のイタリアの映画（トーキー）。原作は『お気に召すまま』などの作者であるルイジ・ピランデルロ。イタリアのテルニ製鋼場を舞台に、実話に基づいたドキュメンタリー的要素とフィクションを組み合わせたストーリー。日本未公開、ソフト未発売。

## あらすじ
イタリアのテルニで生まれ育ったマリオは、故郷を離れて自転車競技の選手として暮らしていた。しかし恋人ジナを思って帰郷し、テルニ製鋼場の職工となった。そこで一緒に働くピエトロは、マリオが故郷を離れている間にジナと婚約していた。製鋼場でマリオとピエトロが共同作業をしていたある日、ピエトロが作業中の事故で命を落とす。

## キャスト
- ジナ - イザ・ポーラ（イタリア語版）
- マリオ - ピエトロ・パストーレ（英語版）
- ピエトロ - ヴィットリオ・ベラチーニ